# Сирзи
Сирзи (башк. Һырҙы) — плем'я в складі табинської групи башкирів.

## Родовий склад
Родові підрозділи: курман, кирктар, урюк, абел.

## Етнічна історія
Сирзинці мають давньотюркське походження. Етнічна історія племені сирзи тісно пов'язана з історією кара-табинського роду.

## Розселення
У XVI столітті сирзинці розселилися по сусідству з племенем кувакан в долині річок Ай і Юрюзань. Тут збереглися топоніми Сирзинский юрт (башк. Сырзы йорт), Сирзинське кладовище (башк. Сырзы зиярат). Пізніше сирзинці перекочували в Зауралля і зайняли територію в межиріччі Течі і Міаса.
Після приєднання Башкортостану до Російської держави, вотчинні землі сирзинців склали Сирзинську волость Сибірської дороги. Наприкінці XVIII—XIX ст. територія розселення племені була включена до складу Єкатеринбурзького і Челябінського повітів, а в період кантонної системи управління — у 2-й, 5-й башкирські кантони.
Нині землі сирзинців входить до Аргаяшський район Челябінської області.